# Frederik III van Saksen
Frederik III van Saksen (Torgau, 17 januari 1463 - Lochau, 5 mei 1525), bijgenaamd de Wijze, was de oudste zoon van keurvorst Ernst van Saksen en Elisabeth van Beieren.
In 1486 werd hij, op 23-jarige leeftijd, de opvolger van zijn overleden vader, keurvorst van Saksen, deels het bestuur van het uitgebreide gebied delend met zijn jongere broer Johan.
In 1493 ondernam Frederik, in gezelschap van verscheidene andere Duitse edelen, een pelgrimstocht naar het Heilig Land. Hierbij werd hij in Jeruzalem tot ridder in de Orde van het Heilig Graf geslagen. In eigen land nam hij Lucas Cranach de Oude als hofschilder in dienst. Hij gaf ook opdrachten aan Albrecht Dürer.
In 1502 richtte hij in Wittenberg de universiteit op, waar onder meer Maarten Luther doceerde. Diens ideeën, aangaande het geldzuchtige pausdom evenals de overweldigende machtslust van het keizerlijke gezag, spraken Frederik III wel aan en bewogen hem tot steunbetuiging en -verlening aan Maarten Luther, eerder dus vanuit een politieke visie dan diens ideeën op theologisch gebied die Frederik minder kon onderschrijven. 
Mede hierdoor weigerde hij Luthers veroordeling als ketter te erkennen en trad hij ook op als Luthers schutspatroon toen die voor de Rijksdag van Worms (1521) werd gedaagd. Hij ontmoette de reformator nooit, maar steunde hem via zijn schatkistbewaarder Degenhart Pfäffinger.
Alhoewel hij de reformatie steunde, bleef hij zijn leven lang een overtuigd katholiek. Bij zijn sterven nam hij echter de eucharistie in beide gedaanten (brood en wijn), hetgeen gelijkstond met een bekentenis van het protestantisme. Dankzij Frederiks politiek kon de reformatie doorbreken.
Frederik III bleef een ongehuwd man en werd na zijn dood in 1525 opgevolgd door zijn jongere broer Johan.